# ذعرة إفريقية بفعاء
ذعرة أفريقية بفعاء (الاسم العلمي: Motacilla aguimp) (بالإنجليزية: African Pied Wagtail) هو طائر صغير من الجواثم ينتمي لفصيلة التمرة.